# Eyvind Laholm
Eyvind Laholm (* 14. Oktober 1894 als Jon Edwin Johnson; † 19. Juli 1958 in New York City) war ein US-amerikanischer Opernsänger (Tenor).

## Leben und Wirken
Laholm war Mitglied einer ursprünglich aus Schweden stammenden Familie. Nach seinem Kriegsdienst bei der US-amerikanischen Marine studierte er Gesang in New York. Nachdem er in den USA zunächst an einigen Operettentheatern aufgetreten war, wechselte er nach Europa. Am Stadttheater Essen gab er 1924 sein Debüt als Opernsänger. 1928 folgte er dem Ruf an das Staatstheater Wiesbaden und 1930 an die Staatsoper Stuttgart. Von 1932 bis 1938 war er Mitglied des Opernhauses Frankfurt am Main. Nach einem Gastspiel in Verona kehrte er im Jahr des Ausbruchs des Zweiten Weltkrieges 1939 in die USA zurück, wo er ab 1941 Mitglied der New York Metropolitan Opera war.

## Ehrungen
- 1937 Kammersänger (Verleihung durch Adolf Hitler, der anlässlich des Jahrestages der Machtergreifung 1937 mehrere Künstler mit Titeln auszeichnete[1])